# 第三次ソロモン海戦
第三次ソロモン海戦（だいさんじソロモンかいせん）は、1942年11月12日 - 15日にソロモン海で行われた日本海軍とアメリカ海軍、オーストラリア海軍との間で行われた海戦。夜間に行われた海戦であり、双方とも陣形の乱れや通信の混乱、同士討ちが発生したことから、停電した酒場の乱闘とも称される。

## 経緯
1942年8月、アメリカ軍はウォッチタワー作戦を発動し、ガダルカナル島、フロリダ諸島を占領した。日本軍はガダルカナル島の戦力を増強して米海兵隊から占領地を奪還しようと試みたが、その意図は同島のヘンダーソン飛行場から発進したアメリカ軍機によって輸送船団が撃退されて阻止される（第二次ソロモン海戦）。日本軍は、アメリカ軍機に襲撃されると大きな損害を出す輸送船による兵力増強を諦めた。代替手段として、日本海軍は駆逐艦を輸送船のかわりに用いる鼠輸送（連合軍側名称「トーキョーエクスプレス」）で補給を続けたが、敵主力艦を撃沈するために建造された艦隊型駆逐艦にとって不向きの任務だったことは否めない。また駆逐艦の輸送力は輸送船に比べてあまりにも小さく、その補給効果は限定的だった。さらにアメリカ海軍の迎撃やアメリカ軍魚雷艇の活動によって駆逐艦の損害も増えた。
日本海軍は制空権掌握の障害となるヘンダーソン飛行場に対し4回の艦砲射撃をおこなっていた。特に1942年10月13日深夜から翌14日にかけて金剛型戦艦2隻（金剛、榛名）が砲撃を行い、一時的に飛行場を使用不能とした（ヘンダーソン基地艦砲射撃）。それでも飛行場の機能を完全に奪うには至らず、日に日に機能の修繕及び防衛の増強が行なわれていた。海上からの砲撃と並行して、ニューブリテン島のラバウル基地から日本軍ラバウル航空隊（第十一航空艦隊、第二五一海軍航空隊等）、ニューギニア島のブナ基地から第二〇四航空隊や空母隼鷹、飛鷹の航空隊がガダルカナル島上空に出撃して飛行場爆撃やアメリカ軍戦闘機駆逐を試みたが失敗し、アメリカ軍の航空戦力は健在だった。戦争初期、空中格闘戦能力の高さで連合軍機を圧倒した零式艦上戦闘機（以下、零戦）も、制空戦闘では「往路2時間、ガダルカナル上空での空中戦（滞在時間約30分以下）、帰路2時間」、零戦より速度のでない一式陸上攻撃機爆撃隊を掩護する任務では「片道4時間、直掩戦闘、帰路4時間、合計8時間」という長時間の任務となり、損害を増やした。
日本軍が航空戦に苦戦する一方、アメリカ軍はエスピリトゥサント島を基地とするB-17大型爆撃機の活動とアメリカ軍潜水艦の遊弋（）によって、日本軍の行動力を著しく妨げていた。ガダルカナル島の日本陸軍に補給物資を届けることがますます難しくなり、日本軍にとってガダルカナル島の戦局は悪化の一途をたどった。そこで日本海軍(連合艦隊)は、大口径砲を装備した戦艦による艦砲射撃をふたたび実施して飛行場を破壊、同時に陸軍第三十八師団と大量の補給物資をガダルカナル島に強行輸送し、同島のアメリカ軍を圧倒するという決断を下す。第十一戦隊の金剛型戦艦2隻（比叡、霧島）を中核として「第五次挺身隊」を編成し、彼らに第三十八師団上陸の前にヘンダーソン基地の砲撃を命じた。比叡、霧島とも就役してから30年が経過していたが、改装によって速力30ノットを発揮する高速戦艦となり、真珠湾攻撃やミッドウェー海戦で空母機動部隊の護衛艦をつとめるなど、第一線級の能力を持っていた。特に比叡は大和型戦艦のテスト艦として装備が改良されていた。
吉田俊雄（海軍少佐、軍令部勤務）は「本来海軍が担当すべきガダルカナル島で陸軍が苦労している。せめて海軍は艦砲射撃で掩護しなければならない」という、陸軍に対する日本海軍の引け目が作戦の背景にあったと指摘している。比叡、霧島を擁する第十一戦隊や各艦将校は「柳の下のドジョウ掬いで2回目は危ないのではないか」と懸念を示していたが、山本五十六連合艦隊司令長官がみずから陣頭指揮をとることを示唆すると、作戦を了承したという。それでも、日本海軍はアメリカ軍の空母機動部隊が10月26日の南太平洋海戦で壊滅したとみて、アメリカ軍による妨害を排除可能と判断。第三十八師団は最大速力15ノット以下の輸送船11隻に分乗し、11月13日を上陸予定日としてショートランド泊地を出港。南東に針路をとりガダルカナル島へ向かった。11月9日、第四戦隊、第三戦隊、第十一戦隊、第八戦隊、第十戦隊（軽巡長良、第十六駆逐隊）、第三水雷戦隊（軽巡川内、第六駆逐隊、第十五駆逐隊、第十一駆逐隊）、第二航空戦隊・空母隼鷹がトラック泊地を出撃した。
アメリカ海軍は日本軍の動きを察知すると、機先を制するように動き出した。ニューカレドニアのヌーメアにいたウィリアム・ハルゼー提督がガダルカナル島にいるアメリカ海兵隊のバンデクリフト少将との約束を守るべく行動を開始し、ハルゼーはリッチモンド・K・ターナー少将に陸軍第182歩兵連隊、第4海兵隊補充大隊、第1海兵隊航空技術者大隊をガダルカナルに投入するよう命じ、また南太平洋海戦で受けた損傷を修理中の空母エンタープライズを中核に、新世代のノースカロライナ級戦艦ワシントン、サウスダコタ級戦艦サウスダコタ、巡洋艦ノーザンプトン、サンディエゴ、駆逐艦8隻をもって、第16任務部隊を編成した。ダニエル・キャラハン少将に対しては、指揮下の巡洋艦サンフランシスコ、ペンサコラ、ポートランド、ヘレナ、ジュノー、駆逐艦10隻の第67任務部隊4群をもってターナー輸送船団の護衛を命じた。海兵隊航空地上要員部隊は、輸送艦ゼイリン(USS Zeilin, APA-3)、リブラ (USS Libra, AK-53)、ベテルギウス(USS Betelgeuse, AK-28)に乗艦し、ノーマン・スコット少将が率いる第62任務部隊第4群(巡洋艦アトランタ、駆逐艦4隻)に護衛され、ガダルカナル島へ向かった。
11月11日、第16任務部隊はダンベア湾を出港した。日本艦隊も米艦隊の出撃を第十一航空艦隊の偵察により察知した。当初は「戦艦3、巡洋艦1、駆逐艦4」という規模の艦隊と「重巡洋艦2隻、軽巡洋艦3隻、駆逐艦11隻」に守られた10隻程度の輸送船団がガダルカナル島に接近しているという情報だったが、12日に「戦艦は防空巡洋艦の誤り」という訂正電報が入った。また第八五一航空隊の偵察機は「敵大機動部隊発見」を報告し、日本軍は米空母の出現を知った。その一方で、日本軍はガダルカナル島のアメリカ軍航空戦力を戦闘機20、艦上爆撃機20程度と推測し、11日には第十一航空艦隊がアメリカ軍戦闘機11機撃墜、第二〇四空が24機撃墜を報じた。空母飛鷹の航空隊（陸上基地発進。零戦12、艦上爆撃機9）に至っては、ガダルカナル島周辺のアメリカ軍巡洋艦1隻、駆逐艦5隻、輸送船3隻を攻撃して「米軍機撃墜25、駆逐艦1隻、輸送船1隻撃沈(零戦3、艦爆4喪失)」を報告している。宇垣纏連合艦隊参謀長は、航空隊の戦果報告と、ガ島日本軍陸上部隊からの戦果報告が全く一致しないことに「全然別個の一群存在するや否や総合判断に苦しむ」と困惑していた。このような状況下、日米両軍は期せずして、船の墓場と両軍がよぶ「アイアンボトム・サウンド（鉄底海峡）」（サボ島とガダルカナル島周辺海域）に引き寄せられていった。
11月12日、日本艦隊は戦艦比叡を旗艦とするガダルカナル島砲撃艦隊（挺身艦隊）と、第三戦隊（金剛型戦艦金剛、榛名）と空母隼鷹を含む支援艦隊の二手にわかれた。日本軍より一足はやくガダルカナル島に到着したアメリカ軍は、島で待つアメリカ軍海兵隊に増強兵力、補給物資の揚陸を開始した。9:30（アメリカ軍時刻）、ブナ基地から発進した空母飛鷹航空隊の九九式艦上爆撃機9機が攻撃したが、戦果なく撃退された。11:00、ラバウルから飛来した第十一航空艦隊の一式陸上攻撃機27機がエスペランス岬方面からガダルカナル島上空に出現したが、アメリカ軍輸送船団を識別できずヘンダーソン飛行場を爆撃して去った。午後12時30分、第二〇四空の攻撃隊がガダルカナル島に向かったが、天候不良のため引き返した。14:10（日本時間午後12時・12時30分）、第二五三海軍航空隊と第五八二海軍航空隊の零戦18機に護衛された29機の一式陸攻が出現。29機の所属は、9機が第七〇三空（8機喪失）、7機は第七〇五空（5機喪失）、4機は第七〇七空（3機喪失）である（残9機所属不明）。攻撃隊はフロリダ諸島上空で二手に分かれると、8メートルから16メートルの超低空から攻撃を仕掛けた。アメリカ軍戦闘機の迎撃と、防空巡洋艦アトランタ、ジュノーをふくめたアメリカ軍艦艇の対空砲火により一式陸上攻撃機は戦果なく撃退されたが、1機の一式陸攻がサンフランシスコに体当たりし火災を発生させた。日本挺身艦隊もアメリカ軍輸送船団の揚陸作業と護衛巡洋艦について情報を得ていたが、航空攻撃に対する戦果は実際のアメリカ軍被害にくらべてかなり大げさだった。攻撃隊は「重巡洋艦1、軽巡洋艦1撃沈、輸送船3炎上」と報告。日本軍第十一航空艦隊は「米重巡洋艦1隻撃沈、重巡洋艦4隻炎上中」と各部隊に通知した。第十八戦隊は「米軍輸送船1隻撃沈、米軍重巡洋艦1隻、輸送船1隻大火災、重巡洋艦1隻黒煙噴出、駆逐艦2隻白煙、米軍戦闘機19機撃墜」と受信している。
こうして日本軍の航空攻撃は失敗し、アメリカ軍はガダルカナル島に増援兵力を輸送することに成功した。12日午後、アメリカ軍はB-17爆撃機による航空偵察をおこない、ガダルカナル島に接近する日本軍艦隊を発見する。そこでターナーは自身の護衛艦隊から巡洋艦3隻（アトランタ、ジュノー、ヘレナ）、駆逐艦2隻を分離させ、キャラハン少将の艦隊に加えた。一方、12日午後3時30分、田中少将率いる輸送船団と護衛艦隊はショートランド泊地を出港した。

## 戦力

### 第一夜戦 参加兵力

#### 日本海軍艦艇
挺身艦隊指揮官：阿部弘毅中将（第十一戦隊司令官）
- 第十一戦隊（戦艦：比叡、霧島）
- 第十戦隊（軽巡洋艦：長良）
  - 第六駆逐隊（駆逐艦：暁、雷、電）
  - 第十六駆逐隊（駆逐艦：天津風、雪風）
  - 第六十一駆逐隊（駆逐艦：照月）
- 第四水雷戦隊（駆逐艦：朝雲）[44]
  - 第二駆逐隊（駆逐艦：村雨、五月雨、夕立、春雨）
  - 第二十七駆逐隊（駆逐艦：時雨、白露、夕暮）

#### アメリカ海軍艦艇
司令官：ダニエル・J・キャラハン少将
- 第67任務部隊第4群
- 重巡洋艦：サンフランシスコ (USS San Francisco, CA-38)、ポートランド (USS Portland, CA-33)
- 軽巡洋艦：アトランタ (USS Atlanta, CL-51)、ジュノー(USS Juneau, CL-52)、ヘレナ (USS Helena, CL-50)
- 駆逐艦：8隻（カッシング（USS Cushing, DD-376）、ラフィー (USS Laffey, DD-459)、ステレット (USS Sterett DD-407)、オバノン (USS O'Bannon DD-450)、アーロン・ワード (USS Aaron Ward, DD-483)、バートン (USS Barton, DD-599)、モンセン (USS Monssen, DD-436)、フレッチャー(USS Fletcher, DD-445)）

### 外南洋部隊 参加兵力

#### 日本海軍艦艇
指揮官：三川軍一中将
- 第八艦隊 司令長官：三川軍一中将
  - 重巡洋艦：鳥海、衣笠
  - 駆逐艦：朝潮

支援部隊司令官：西村祥治少将
- 第七戦隊（重巡洋艦：鈴谷、摩耶）
  - 軽巡洋艦：天龍
  - 第十駆逐隊（駆逐艦：夕雲、巻雲、風雲）
  - 駆逐艦：満潮（13日、爆撃を受け航行不能）[46]

東方支援隊司令官：原忠一少将
- 第八戦隊　重巡洋艦：利根（12日夜、本隊と合流）[48]
- 第三水雷戦隊（12日夜、本隊と合流）

母艦支援隊
- 第二航空戦隊[50]
  - 正規空母：隼鷹（空母飛鷹は機関故障でトラック待機）[47]
- 第三戦隊：栗田健男中将[51]
  - 戦艦金剛、榛名（11日にトラック泊地で36cm主砲弾一部を「比叡」「霧島」に譲渡）[52]
  - 駆逐艦：白雪、初雪
- 第八戦隊
  - 重巡洋艦：利根（14日午前8時、第三戦隊指揮下に入る）[48]

輸送部隊指揮官：田中頼三少将
- 第二水雷戦隊　指揮官：田中頼三少将 
  - 軽巡洋艦：五十鈴（12日、旗艦を早潮に変更）
  - 第十五駆逐隊（駆逐艦：早潮、親潮、陽炎）
  - 第二十四駆逐隊（駆逐艦：海風、江風、涼風）
  - 第三十一駆逐隊（駆逐艦：高波、巻波、長波）
- 収容隊（駆逐艦：望月、天霧）[54]
- 待機隊（駆逐艦：黒潮）[55]
  - 第一分隊（輸送船：長良丸、宏川丸、佐渡丸、かんべら丸、那古丸）[55]
  - 第二分隊（輸送船：山月丸、山浦丸、信濃川丸、鬼怒川丸、ぶりすべん丸、ありぞな丸）[55]

#### アメリカ海軍艦隊
指揮官：トーマス・C・キンケイド少将
- 第16任務部隊
  - 空母：エンタープライズ (USS Enterprise, CV-6)
  - 重巡洋艦：ペンサコーラ (USS Pensacola, CA-24)、ノーザンプトン (USS Northampton, CA-26)
  - 軽巡洋艦：サンディエゴ (USS San Diego, CL-53)
  - 駆逐艦：8隻

### 第二夜戦 参加兵力
| 近藤信竹中将とウィリス・A・リー少将 |  | 近藤信竹中将とウィリス・A・リー少将 |
| 近藤信竹中将とウィリス・A・リー少将 |  |                                     |

#### 日本海軍艦隊
司令官：近藤信竹中将
- 第二艦隊[56]（射撃隊）
  - 戦艦：霧島
- 第四戦隊
  - 重巡洋艦：愛宕（旗艦）、高雄
- 第六十一駆逐隊(駆逐艦：照月)
- 第十戦隊（軽巡洋艦：長良）第四戦隊直衛
  - (駆逐艦：電、五月雨)
- 第三水雷戦隊（軽巡洋艦：川内）掃討隊
  - 第十一駆逐隊（駆逐艦：白雪、初雪）
  - 第十九駆逐隊（駆逐艦：浦波、敷波、綾波）
- 第四水雷戦隊（駆逐艦：朝雲）

#### アメリカ海軍艦隊
司令官：ウィリス・A・リー少将
- 第64任務部隊
- 戦艦：ワシントン (USS Washington, BB-56)、サウスダコタ (USS South Dakota, BB-57)
- 駆逐艦：ウォーク (USS Walke, DD-416)、グウィン (USS Gwin, DD-433)、ベンハム (USS Benham, DD-397)、プレストン (USS Preston, DD-379)

## 海戦の経過

### 11月13日第1夜戦
日本軍挺身艦隊は、本隊（第十一戦隊）比叡、霧島、直衛隊（長良、雪風、天津風、暁、雷、電、照月）、警戒隊（朝雲、村雨、五月雨、夕立、春雨）、ガダルカナル島・ラッセル岬警戒隊（時雨、白露、夕暮）から編成されていた。第十一戦隊と第四水雷戦隊は事前の打ち合わせや合同訓練を行ったことがなく、指揮官達は不安を感じていた。挺身艦隊は、戦艦の艦載水上偵察機を事前にイサベル島レカタ基地に派遣している。
日本艦隊は26ノットで南進していたが、猛烈なスコールにおそわれ、速力を落とした。砲撃困難と判断した日本軍挺身艦隊はいったん北方に変針したが、天候が回復し、レカタ基地から発進した水上観測機も到達見込みとの報告が入る。午後10時40分、挺身艦隊はふたたび反転し、予定より約40分遅れてガダルカナル島海域に突入した。月齢3.4、月没午後8時のため、ガダルカナル島周辺は闇夜であった。事前の反転2回により、第2駆逐隊第2小隊（夕立、春雨）は僚艦を見失い、第十一戦隊の前方10km地点で警戒するはずの第四水雷戦隊（朝雲、村雨、五月雨）は比叡と並走するように航行する。そのため、日本軍戦艦2隻は事前の計画とは裏腹に、艦隊のほぼ先頭を進んでいた。その事に気付かなかった阿部司令官は比叡と霧島に飛行場砲撃のための弾種「三式弾」を36センチ主砲に装填するよう命じた。
11月13日金曜日01:00、第67任務部隊第4群はガダルカナル島ルンガ岬の海兵隊陣地前を通過した。キャラハン少将は最新式SGレーダーを装備した軽巡洋艦ヘレナではなく、やや古く周波数が低いSCレーダーを装備した重巡洋艦サンフランシスコを旗艦としていた。米艦隊の隊列は前衛に駆逐艦カッシング、ラフィー、ステレット、オバノン、中央に巡洋艦アトランタ、サンフランシスコ、ポートランド、ヘレナ、ジュノー、後衛に駆逐艦アーロン・ワード、バートン、モンセン、フレッチャーというものだった。
01:24、ヘレナは2万7000ヤード（約25km）に日本軍挺身艦隊を発見し、サンフランシスコに連絡した。米艦隊は丁字戦法を実施すべく運動を開始したが、前衛の駆逐艦が「艦隊を左へ」という命令を「艦を左へ」と読み違え、混乱が生じた。またサンフランシスコはレーダーで日本艦隊を発見できなかったためすぐに砲命令を出さず、日本艦隊の方位・距離・位置をしきりにヘレナに求めていたため各艦は電話通信に割り込んでキャラガン少将に対して攻撃を促した。
01:30-40、第2駆逐隊第2小隊（夕立、春雨）が米艦隊先頭を航走するカッシングに距離2700mまで迫り、カッシングは慌てて左に転舵した。先導艦の予期せぬ変針は米艦隊に大混乱を招いた。一方日本軍挺身艦隊では日本時間午後11時44分、夕立が米艦隊発見を報告。続いて比叡、春雨がアメリカ軍艦隊を確認した。飛行場に戦艦の主砲を向けて発射直前だった日本艦隊は驚愕した。比叡と霧島は既に艦艇の砲撃にはむいていない弱装弾薬・対地攻撃用三式弾を装填していたが、徹甲弾に切り替える余裕なしと判断し、阿部中将は射撃を命じる。日本軍時間11月12日午後11時51分（アメリカ軍時間11月13日01:50）、比叡は探照灯（サーチライト）を点灯して闇夜の戦場を照らすと同時に、36cm主砲砲撃を開始した。比叡艦橋から見た米艦隊は左に駆逐艦4隻、中央に巡洋艦部隊、右に駆逐艦4隻が並んで横陣となり、日本軍戦艦を包囲するような運動をしていた。
一方のアメリカ軍側は、キャラハンが「奇数番艦は右砲戦、偶数番艦は左砲戦」という命令を出したが、陣形が混乱していることを考慮していなかったため、米艦隊はますます混乱した。その後、海戦は駆逐艦暁（第6駆逐隊司令山田勇助大佐）が探照灯を照射し、これをきっかけに軽巡洋艦アトランタが砲撃しあうことで始まったとアメリカ軍側は記録している。五月雨によれば、8個ほどの吊光投弾が輝き、よくわからないうちに戦闘が始まったという。最初の犠牲艦は“ラッキーA”のニックネームをもつアトランタであった。アトランタは旗艦サンフランシスコから誤射され、艦橋にサンフランシスコが使用する緑色の着色弾の痕跡が残った。続いて戦艦比叡、軽巡長良の砲撃によってノーマン・スコット少将以下幹部が全滅、日本艦隊が発射した魚雷2本が左舷に命中して戦闘不能となった。今度はサンフランシスコ、カッシング、ラフィー、ステレット、オバノンが探照灯を照らして戦場を進む日本艦隊旗艦比叡を目標とした。主砲から機銃まであらゆる砲が発射され、比叡の艦上部構造物に命中していった。炎上した比叡は通信装置、操舵装置が故障し、主砲は2-3斉射したところで電路切断により統一射撃ができなくなり、阿部司令官や西田艦長も負傷した。混乱の中で比叡はスクリューによる操艦で戦場を離脱した。オバノンはアトランタと共に駆逐艦暁を撃沈し、ステレットと共に比叡に魚雷を発射して2本を命中させたが、これは不発だった。ステレットは比叡もしくは霧島の砲撃を受けて火災が発生、戦場を離脱した。
照月はカッシングを主砲長10cm連装高角砲で破壊し、巡洋艦を含む7隻に160発を発射した。照月艦橋では、前方に現れた艦影を観察し、艦影から敵味方を判断して撃っていたという。五月雨も比叡に向けて機銃を誤射し、射撃中止命令が混乱の中で伝わらないうちに比叡から高射砲か副砲の反撃を受けている。駆逐艦ラフィーは比叡への攻撃後、日本艦隊の駆逐艦の砲火を掻い潜って戦艦霧島へ接近したものの主砲弾を被弾、発射艦不明の魚雷もしくは長良の砲撃が命中して沈没した。霧島と駆逐艦電、雷、照月は砲雷撃でサンフランシスコを撃破し、キャラハン司令官、ヤング艦長を戦死させた。駆逐艦夕立は単艦で米艦隊に突入、午後11時54分に魚雷8本を発射した。1分後に巡洋艦ポートランドの右舷後尾に魚雷を命中させ（夕立は轟沈と誤認）、米巡洋艦は翌朝まで戦場の中心で右旋回運動を続けた。さらに夕立は米艦隊の中央を突破して巡洋艦1隻、駆逐艦1隻に命中弾を記録。午前0時13-26分、駆逐艦ステレットもしくはフレッチャーが砲撃を行い、被弾した夕立は航行不能となった。中村悌次夕立水雷長は、味方の軽巡洋艦長良に誤射されたと推測している。駆逐艦バートンは味方艦との衝突を避けるため急停止、機関を再始動させようとした時に魚雷2本が命中して轟沈した。駆逐艦モンセンは比叡を砲撃していたが、あらゆる艦から集中砲撃を受けて戦闘不能となる。巡洋艦ジュノーは夕立を砲撃していたところ、天津風が発射した魚雷が命中して大破した。その天津風は軽巡洋艦ヘレナが発射した6インチ砲2発が命中して舵が故障、射撃装置も破壊されて戦闘不能になった。
第三次ソロモン海戦第1夜戦は、日米双方の索敵が遅れ、旗艦の戦闘不能や偶発的出来事によって「混乱の激しさは、海戦史上にその例を見ないもの」とチェスター・ニミッツアメリカ太平洋艦隊司令長官が評する夜間水上戦闘になった。日本軍駆逐艦は多数の魚雷を発射し、判明しているだけで朝雲8本、村雨7本、夕立8本、春雨2本、雷6本で、五月雨は発射していない。13日午前1時25分、日本軍挺身艦隊に北方への退避命令が出る。各戦隊は味方と合流できないまま、単艦、あるいは少数艦のグループで戦場を離脱した。日本軍輸送船団に対しては、有力なる米艦隊遭遇の急報により、反転退避命令が下る。連合艦隊司令長官山本五十六大将はラバウルの第十一航空艦隊に対し、ガダルカナル島へ制空隊を派遣するよう命じた。
11月13日の訪れとともに、アイアンボトム・サウンド（鉄底海峡）は新たな犠牲艦を飲み込んだ。日本軍は駆逐艦暁が沈没、夕立が大破航行不能。戦艦比叡が舵故障を起こしてサボ島北を微速前進し、駆逐艦天津風が中破、雷が死傷者80名近くを出して大破、春雨が缶室に被弾してそれぞれ退避。戦艦霧島と軽巡長良は損傷を受けず、それぞれ単艦で北方へ離脱。第四水雷戦隊各艦と照月は午前1時30分から午前2時ごろ霧島を発見して合流し、後続した。五月雨は霧島に後続していたが、命令により引き返して夕立の救援作業を行った。五月雨は午前3時ごろ魚雷2-3本を発射して夕立を処分しようとしたが魚雷命中の水柱が確認できず、砲撃処分中に米重巡洋艦と駆逐艦の砲撃を受けて退避した。五月雨はSBDドーントレスの爆撃を回避しつつ午後3時ごろショートランド基地に到着。放棄された夕立は漂流していたが、米艦隊が砲撃して沈めた。
アメリカ軍は指揮官のキャラハン少将と次席指揮官のスコット少将が戦死し、駆逐艦カッシング、モンセン、ラフィー、バートンが沈没。軽巡洋艦アトランタは掃海艇ボボリンクに曳航（）されて離脱しようとしたが、13日夜に自沈した。ジュノーは13日午前中に伊-26潜水艦（横田稔艦長）に雷撃され沈没した。生き残った重巡洋艦サンフランシスコ（大破）、ポートランド（大破）、軽巡洋艦ヘレナ（小破）、駆逐艦オバノン（小破）、アーロン・ワード（大破）、ステレット（中破）、フレッチャーは西方に退避した。日本軍挺身艦隊はアメリカ軍に対する戦果を「重巡洋艦5隻撃沈、重巡洋艦2隻大破（1隻座礁）、防空巡洋艦2隻撃沈、駆逐艦3隻撃沈、駆逐艦6隻大破・中破（遁走（）せる1隻をのぞきいずれも沈没の算大なり）、魚雷艇1隻大破、以上所在敵全勢力を殲滅（）せるものと認む」と報告している。

### 比叡沈没

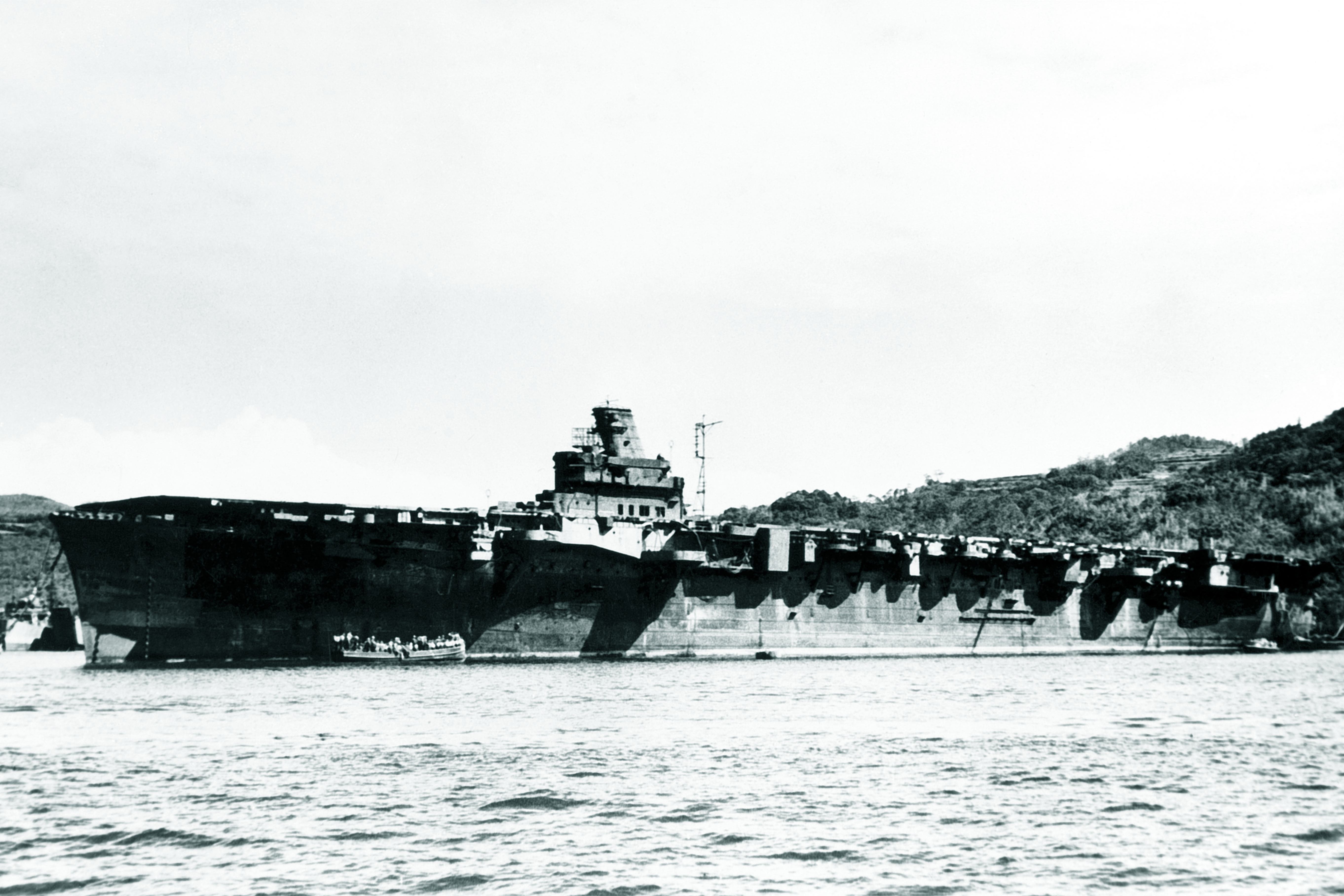
比叡を掩護した空母隼鷹

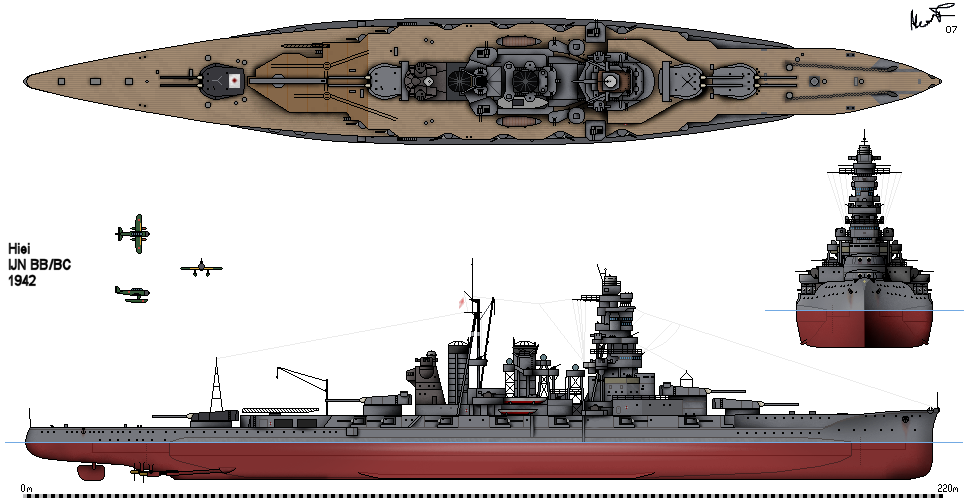
比叡。艦橋の形状が姉妹艦と異なる。

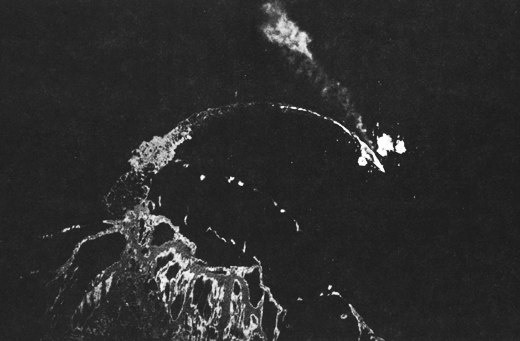
空襲を受ける戦艦比叡

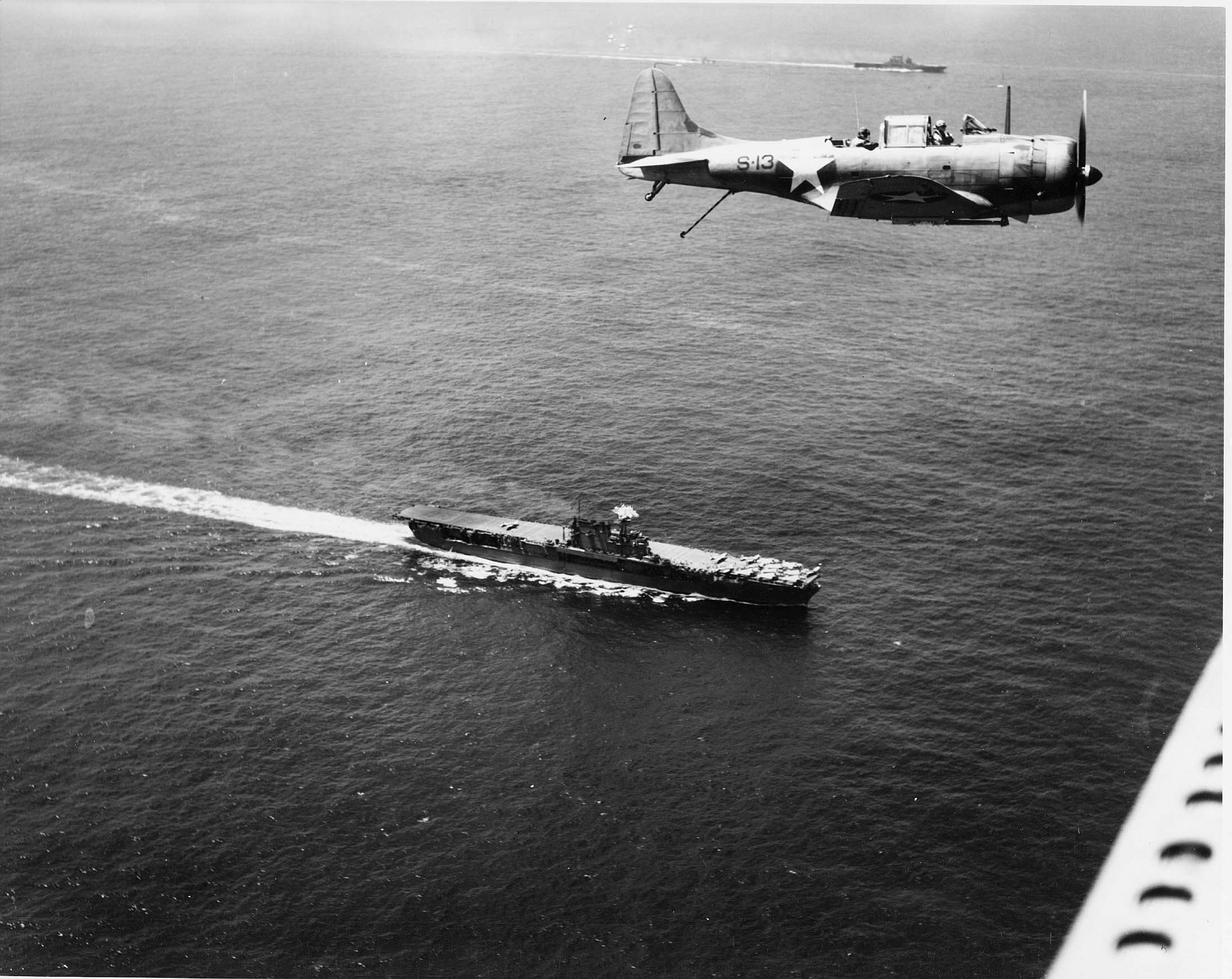
空母エンタープライズと爆撃機SBD ドーントレス

日本軍挺身艦隊の旗艦／戦艦比叡は鎮火には成功したものの、サボ島北の海域を離脱できずにいた。舵が固定しないため直進できず、僚艦霧島が北方へ退避したために、単艦で旋回運動を繰り返していた。午前4時ごろ、重巡ポートランドに主砲を発射し、実際には命中しなかったが撃沈したと信じた。阿部は、霧島や駆逐艦に対して「日没後に比叡を曳航せよ」と命じる。駆逐艦雪風が最初に到着すると、阿部司令官は比叡から雪風に移乗した。やがて駆逐艦4隻（照月、時雨、白露、夕暮）相次いで到着。護衛を行いつつ、比叡を曳航しようと試みた。
周囲が明るくなると、アメリカ軍は比叡にとどめをさすため次々に航空部隊を送り込んだ。阿部司令官達が夜明け前に上空掩護を要請すると、午前3時20分に空母隼鷹から零戦6機、九九艦爆2機（誘導機）が発進し、比叡の上空に急行した。この日、隼鷹は延べ23機の零戦、艦爆3機、艦攻5機を直掩任務におくりだし、5機の零戦を失っている。零戦隊に加え、水上機母艦讃岐丸から飛来した水上機数機も比叡の警戒にあたった。一方で、ブナ基地から第二〇四空の零戦6機が出撃していたが、天候不良を理由にラモス島上空で引き返している。千歳隊の水上偵察機6機も、天候不良のため基地に戻った。第七〇五空の一式陸攻も零戦隊を誘導しているが、その後の戦果は不明。
日本軍航空戦力の足並みが揃わない中、F4Fワイルドキャット戦闘機、SBD ドーントレス急降下爆撃機、雷撃機、B-17による空襲がはじまった。比叡は機関部に異常なく全力発揮が可能だったが、舵故障では回避行動もままならない。直掩の隼鷹零戦隊も、10機未満のためにF4F隊との空戦が手一杯で、アメリカ軍機を排除できない。爆弾命中弾による被害と同時に、回避行動や対空戦闘のたびに応急修理が中断され、比叡の操艦能力は回復しなかった。最終手段として指揮官達は比叡をガダルカナル島に座礁させることも検討したが、操艦不能のためそれも不可能だった。
偶然もアメリカ軍に味方した。「ヘンダーソン飛行場に進出せよ」という命令を受け、魚雷を抱いたまま空母エンタープライズを発進した第10雷撃隊（F4F6機、TBFアベンジャー9機）は、サボ島16km北にいた比叡と駆逐艦4隻を発見した。雷撃隊は二手にわかれると、比叡を挟み撃ちにした。同隊は比叡の左舷に魚雷1本、右舷に1本、艦尾に1本が命中する光景を目撃した。日本側は、比叡の右舷中部・後部に魚雷計2本が命中したと記録している。エンタープライズ隊によれば、8機の零戦が比叡上空にいたが雷撃を妨害しようとせず、F4F隊は全く交戦しなかったという。エンタープライズ隊はヘンダーソン基地に着陸すると、3時間後にTBF6機が再出撃した。今度は米海兵隊のF4F6機、SBD8機が同行する。混成攻撃隊は比叡の右舷に魚雷1本、艦尾に1本、左舷3本（不発2本）の命中を記録している。比叡は黒煙をあげ、完全に停止したとされる。一方で「比叡戦闘詳報」によれば、沈没寸前まで機関部は健在だったと記録している。
阿部中将が司令部を移した駆逐艦雪風には戦艦用の大きな中将旗がマストに掲げられた為、敵機の目標となった。雪風は至近弾によって汽缶に亀裂が入り発電機も故障して最大速力発揮不可能となった他、爆弾の破片を頭部に受けた白戸水雷長が重体となった。時雨以下各艦も損害が累加していった。午後3時、ブイン基地を発進した空母飛鷹航空隊（零戦9機）が到着したが、手遅れだった。午後4時、阿部司令官は比叡の処分を指示したが、40分後に山本長官より比叡処分待ての命令（午後2時40分発、午後4時38分着）が届いた。この時、雪風は比叡に魚雷を発射していたという説もある。ただし戦闘詳報には魚雷発射の記録はない。また阿部が雷撃処分を命じたのは第二十七駆逐隊（時雨、白露、夕暮）であり、雪風では白戸水雷長が比叡護衛中に頭部を負傷し重体で雷撃処分指令を受理できる状況ではなかった（白戸水雷長はこの負傷により終戦後まもなく逝去）。比叡の西田正雄艦長は総員退去とキングストン弁開放の命令を発令した。比叡の乗組員は周囲を警戒していた駆逐艦5隻に分乗した。その後、5隻（雪風、照月、時雨、白露、夕暮）はガダルカナル砲撃に向かう外南洋部隊支援隊と同士撃ちに陥るのを避けるため、一旦西方に退避。西田艦長が戦闘詳報の草稿として作成したメモ（第三次ソロモン海戦から一週間後の11月20日作成）に「雪風に収容された後、GF司令部から「比叡の処分待て」の命令があり、それならば比叡に帰還すべきと申し出たが許されず、遂に比叡をそのままにして海域を離れた」とあり、比叡の雷撃処分は中止されたと記録されている。夜になって山本長官より「比叡の人員を救助して北方に離脱せよ」との命令があった。5隻は比叡を放棄した海域に戻ったが比叡の姿はなく、すでに沈没したものと判断した。また、同じく比叡が沈んだかどうかの確認と、沈んでいない場合に雷撃処分を行うべく、ショートランドに向かっていた伊16も比叡が放棄された海域に到着したが、やはり比叡の姿を見つけることはなかった。5隻の駆逐艦は本隊に合同すべく北上し、13日午後10時に合流した。

### 日本軍の飛行場砲撃とアメリカ軍の増援
アメリカ軍の第67任務部隊第4群はかなりの損害を受けたが、日本艦隊のガダルカナル島ヘンダーソン飛行場砲撃を阻止したという点で任務を果たした。田中少将の日本軍輸送部隊は挺身艦隊によるガダルカナル島砲撃中止により、13日午後1時にショートランド泊地に戻った。しかし日本軍は諦めたわけではなく、あくまで第三十八師団をガダルカナル島へ投入しようとした。午後2時、輸送船ぶりすべん丸と駆逐艦江風が泊地を出港。午後3時30分には輸送船団本隊も出港した。
11月13日午後2時、残存挺身艦隊はオントン・ジャバ島東岸沖で待機していた第三戦隊（金剛、榛名）と合流し、駆逐艦に燃料補給を行った。それに先立つ午前9時55分、戦艦霧島と第四水雷戦隊、第十一駆逐隊、第十九駆逐隊に、残敵掃討とガダルカナル島砲撃命令が出る。午後2時43分、第十一戦隊に対してサボ島周辺に残るアメリカ軍艦艇への攻撃命令が出たが、この二つの命令は取り消された。なお、霧島は午後2時14分に米潜水艦から雷撃され、魚雷1本が命中するも不発だった。
艦隊が再編される中で、日本軍は再びヘンダーソン飛行場砲撃を計画した。山本長官は「ルンガ方面の残敵を掃討し、13日に外洋部隊巡洋艦、14日に霧島がヘンダーソン飛行場を砲撃せよ」という二段構え作戦の実施を各艦隊に求めた。これに伴い、ガダルカナル島から北西に位置するショートランド諸島に停泊していた西村祥治少将率いる第七戦隊（重巡洋艦鈴谷、摩耶）に出動命令が下った。その計画とは、カ号作戦支援隊：重巡洋艦鈴谷、摩耶、軽巡洋艦天龍、駆逐艦4隻が13日午後10時にガダルカナル島ヘンダーソン飛行場を砲撃し、14日午前6時に三川軍一中将率いる第八艦隊（重巡洋艦鳥海、衣笠、軽巡洋艦五十鈴）と合流というものだった。
アメリカ軍では、ハルゼー提督がリー少将の第64任務部隊に対し「戦艦2隻、駆逐艦4隻は最高速度で北進せよ。あえて指示する。サボ島の東方付近へ向かえ」と命令する。艦隊の任務は日本軍輸送船団の撃退だったが、燃料が最も多く残っている駆逐艦を集めただけの急造艦隊であり、司令官達は艦隊の練度に不安を抱えていた。米艦隊の切り札は、新鋭ノースカロライナ級戦艦ワシントン、サウスダコタ級戦艦サウスダコタと2隻が搭載する計18門の40cm砲であった。戦闘前、リー少将は「われわれは兵員の経験、熟練、訓練あるいは実行能力において、ジャップに優れているとはいえなかった。しかし、われわれはこの戦闘で敵を突き崩すことができると信じる」と記した。ワシントンでは、乗組員の誰もが待ち望んだ艦隊決戦に興奮していたという。
11月13日午前5時40分、第七戦隊はショートランド基地を出港した。14日午前2時、第七戦隊の重巡洋艦鈴谷、摩耶がヘンダーソン基地の砲撃に成功する。消耗主砲弾数は鈴谷主砲504発、摩耶485発で、午前2時37分「飛行機の観測したるところ損害相当ありしものと認む」と各艦隊に報告した。だが重巡洋艦の20cm砲で複数の滑走路をもつヘンダーソン飛行場を使用不能にすることは困難であり、実際の戦果は航空機全壊18機、損傷32機におさえられ、飛行場の機能はすぐに回復した。
第七戦隊は、重巡洋艦鳥海、衣笠、軽巡洋艦五十鈴で編成される第八艦隊主隊とニュージョージア島南方で合流し、北上退避行動に入った。夜明けと共に、ヘンダーソン基地から偵察機が出動し、第八艦隊を発見する。同時刻、エンタープライズ索敵隊（ギブソン中尉）は「戦艦2隻、巡洋艦2隻、改造空母1隻、駆逐艦4隻発見」を報告した。こうしてガダルカナル島を発進した海兵隊機とエンタープライズ艦載機による攻撃が始まった。最初の攻撃は、ヘンダーソン基地から発進したF4F7機、SBD7機、TBF6機によるものだった。彼らは衣笠の右舷に魚雷3本、左舷に魚雷1本命中を記録した。またSBD隊は軽巡洋艦に爆弾2発命中を主張し、完全に停止したと報告している。続いて帰路についていたSBD2機(ギブソン機とブキャナン機)が到達、右舷に傾き油をひいた衣笠を発見すると急降下爆撃をおこない、前部甲板右舷・艦中央に500ポンド爆弾を命中させたと主張する。戦闘詳報によれば、午前6時30分頃から午前6時38分、重巡洋艦衣笠に爆弾と魚雷が命中、火災が発生して速力が低下した。続いてSBD2機(フーガーヴァーフ少尉機、ハローラン少尉機)が到着した。日本艦隊の隊列は乱れ、炎上した衣笠の周囲に2隻の駆逐艦がおり、主力部隊は北西に向かい、軽巡洋艦1隻と駆逐艦1隻が衣笠の15km西、重巡洋艦1隻と駆逐艦1隻が衣笠の20km南西を西に向かっていた。フーガーヴァーフ少尉は重巡洋艦を爆撃したが至近弾となった。ハローラン少尉機は行方不明となり、僚機は巡洋艦から激しい煙が上がるのを目撃した。午前7時26分、重巡洋艦摩耶には被弾したSBD爆撃機が体当たりし、魚雷発射管で火災が発生している。
リー少佐率いるエンタープライズ隊SBD16機は1,000ポンド爆弾を抱えて戦場に向かい、6隻の日本軍巡洋艦と4隻の駆逐艦を発見した。リー少佐は付近に日本空母がいる可能性を考慮して周囲を捜索したが発見できず、結局16機全機が巡洋艦部隊を攻撃した。2機が軽巡洋艦に爆弾を命中させ、左舷に傾いたと主張する。だがそれ以上の戦果はなかった。アメリカ軍機の波状攻撃により、衣笠は午前9時20分に転覆沈没、鳥海も多数の至近弾を受けて速力29ノットに低下し、五十鈴も至近弾（直撃弾とも）を受けて2・3罐室が満水となり駆逐艦朝潮の護衛でショートランドへ向かった。エンタープライズ隊は転覆した衣笠の上空を飛びつつ、ガダルカナル島ヘンダーソン飛行場に着陸した。第七戦隊は午後1時にショートランド基地に到着し、補給後再び出撃して輸送船団を護衛した。
日本軍輸送部隊も無事ではいられなかった。アメリカ軍偵察機に発見された田中輸送部隊は、ラッセル島北西の海域でガダルカナル島から飛来した攻撃隊、エンタープライズ攻撃隊、エスピリツ・サントを発進した陸軍B-17高空飛行中隊の反覆攻撃を受けた。飛鷹の航空隊やラバウル航空隊の零戦、千歳型水上機母艦千歳水上偵察機隊が船団上空を護衛していたが、頑丈で強力な防御火力をもつB-17や、波状攻撃をかけるSBD ドーントレス急降下爆撃機を阻止することは不可能だった。またF4Fワイルドキャット戦闘機との空戦で零戦隊にも被害が出た。エンタープライズはガダルカナル島に接近したので、アメリカ軍攻撃隊は何度も反復攻撃をかけることが出来た。一連の攻撃により付近にアメリカ軍空母がいることを察知した日本軍第八艦隊は、第十一航空艦隊に索敵と攻撃を依頼した。ラバウル基地から24機の一式陸上攻撃機が発進して米空母攻撃に向かったが、エンタープライズを発見できずに引き返している。
零戦隊の戦果は、飛鷹隊が8機撃墜を主張（零戦3機喪失）、第二〇四空の零戦12機が4機撃墜（2機喪失）、第二五三空の零戦6機が4機撃墜（3機喪失）、第五八二空の零戦9機が3機撃墜（3機喪失）。水上偵察機1機がSBDと空中衝突。船団の被害は、輸送船11隻中6隻（かんべら丸、長良丸、ぶりすべん丸、信濃川丸、ありぞな丸、那古丸）が沈没、佐渡丸が被雷傾斜。佐渡丸は駆逐艦天霧、望月に護衛されてショートランド泊地に撤退した。
輸送船団は大損害を受けた。さらに午後1時35分、水上機母艦千歳の偵察機が「空母2、戦艦1、巡洋艦1、駆逐艦4」という米艦隊を発見。午後2時20分、讃岐丸の偵察機がアメリカ軍空母と戦艦2隻を発見し、第七〇七航空隊索敵機がアメリカ軍艦隊との接触を続けた。偵察の結果、日米双方が戦艦を含む強力な水上部隊をガダルカナル島に投入しつつある事が明白となった。田中はガダルカナル島砲撃を行う第四戦隊（重巡洋艦愛宕、高雄）に続行し、同時突入することを決断した。
そのためには、アメリカ軍制空権の要であるヘンダーソン飛行場を夜間の内に使用不能にすることが必須だった。日中にガダルカナル島で揚陸作業を敢行すれば、ヘンダーソン飛行場発進機と米艦隊の双方から挟み撃ちにされてしまうからである。そこで近藤信竹中将率いる第二艦隊と挺身艦隊残存部隊の再編がおこなわれ、戦艦金剛、榛名、空母隼鷹を分離、戦艦霧島、重巡洋艦愛宕（旗艦）、高雄、軽巡洋艦川内、長良、駆逐艦9隻からなる艦隊となった。近藤艦隊の使命は、前夜の挺身艦隊と同じくヘンダーソン飛行場の壊滅とアメリカ軍艦隊の第三十八師団の露払いである。午後3時35分、前進部隊指揮官は以下の命令を発した。
1. 今夜、敵巡洋艦、駆逐艦各数隻、「サボ島」付近の出現の算大なり。
2. 右の場合は、一時陸上砲撃を中止し、敵を撃滅したる後、再興の予定。
3. 計画及び予想に捉わるることなく会敵時の処置に万遺憾なきを期すべし。

第四戦隊（愛宕、高雄）は出撃前にガダルカナル島砲撃を行う可能性を示唆されており、日本軍の予感は的中したことになる。午後7時25分、特設水上機母艦讃岐丸がサボ島周辺にアメリカ軍巡洋艦2隻、駆逐艦4隻の存在を確認した。この時点で、日本軍はアメリカ軍の戦力を「空母1隻、戦艦4隻、巡洋艦2隻、駆逐艦4隻」と判断し、夜間水上戦闘に備えた。突入前、各艦は水上偵察機をレガタ基地に退避させている。

### 11月15日第2夜戦

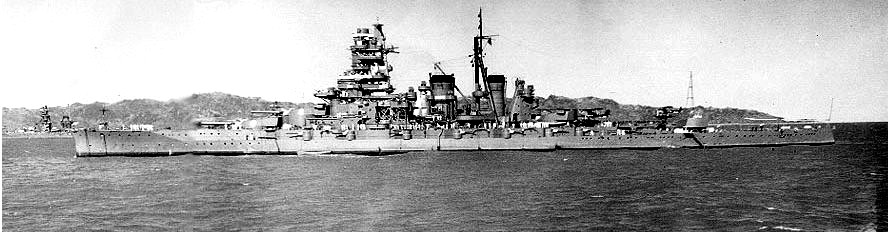
戦艦霧島

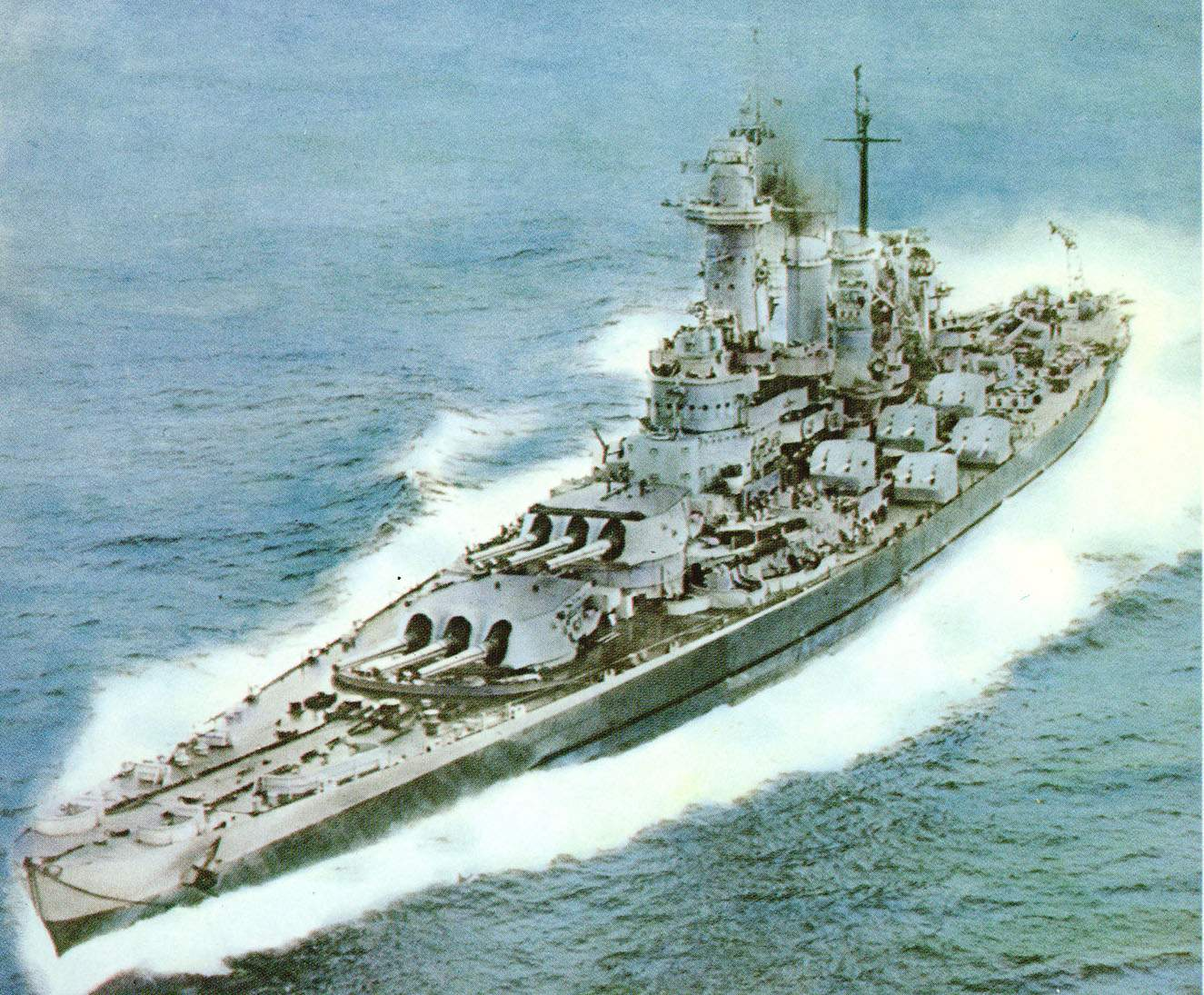
戦艦ワシントン

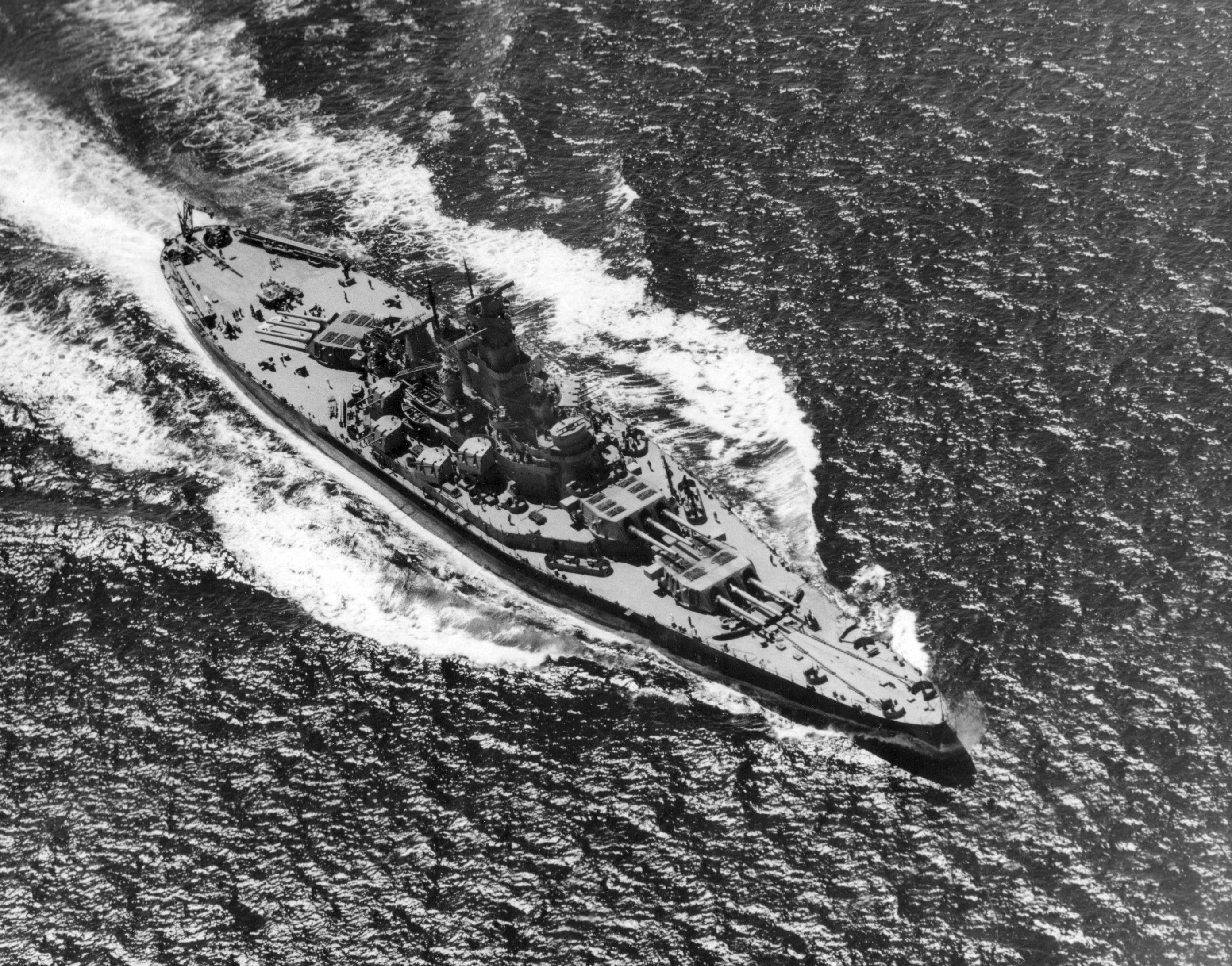
戦艦「サウスダコタ」

11月14日21:00、第64任務部隊はガダルカナル島とルッセル諸島の間を北進し、サボ島を右舷12kmに見て北東に進んでいた。艦隊は駆逐艦ウォーク、ベンハム、プレストン、グウィン、戦艦ワシントン、サウスダコタの順番で東に針路をかえた。月光の美しい静かな夜だったという。21:48、第64任務部隊はサボ島9km北で南東に変針し、ちょうどサボ島を中心に時計回りとなって鉄底海峡に入った。この頃、リー少将はツラギ島の魚雷艇部隊から日本艦隊発見の報告を受けた。22:52、艦隊は西に変針し、サボ島とエスペランス岬の間を通過する航路をとった。
午後8時（日本時間はアメリカ軍時間にくらべて約2時間遅い）、日本軍は艦隊を、戦艦霧島、重巡洋艦愛宕、高雄、軽巡洋艦長良、駆逐艦五月雨、朝雲、電、白雪、初雪、照月の第一部隊（本隊）と、橋本新太郎少将指揮する軽巡洋艦川内、第十九駆逐隊（敷波、綾波、浦波）の第二部隊（掃討部隊）にわけていた。ガダルカナル島海域に突入するにあたって、近藤は日本艦隊をさらに4つに分けた。本隊（霧島、愛宕、高雄、朝雲、照月）はショートランド諸島の西岸沖合（日本艦隊からは左舷に島々が見える）を南西に進み、サボ島西9kmを通過して、鉄底海峡に侵入する。木村進少将の軽巡洋艦長良、駆逐艦4隻（電、白雪、初雪、五月雨）は、サボ島西岸から3km離れた海域を通過し、鉄底海峡に向かった。橋本の第二部隊は、軽巡川内と駆逐艦浦波、敷波がサボ島の東5kmを南下し、駆逐艦綾波がサボ島の西側を南進していた。偵察機の報告から、日本軍はガダルカナル周辺の米艦隊勢力を「巡洋艦数隻、駆逐艦数隻」と判断し、アメリカ軍の新鋭戦艦が遊弋していることに気付いていなかった。
午後8時5分、浦波がアメリカ軍艦艇を発見し、敷波が午後8時14分、午後8時18-30分には近藤長官も南13kmにアメリカ軍艦隊を発見したが、午後8時57分に発生した急なスコールによりアメリカ軍艦隊を見失った。この時アメリカ軍第64任務部隊はサボ島の南東方向に向けて移動しており、レーダーがあったにもかかわらず、日本艦隊の接近に気付いていなかった。一方、近藤艦隊主隊は分離した川内隊をアメリカ軍艦隊と見間違え、予定針路を取り消して反転、誤射寸前に味方と気付いて射撃命令を取り消している。また日本軍駆逐艦部隊は、アメリカ軍戦力を「新型巡洋艦2隻、駆逐艦4隻」と判断した。このように、両軍とも小さなミスを重ねていった。
23:00、アメリカ軍は針路を南東から真西に変え、サボ島とガダルカナル島エスペランス岬の間の海峡に向けて移動を開始した直後、右舷16kmに四本煙突の巡洋艦（川内）をレーダーで探知。23:17（日本時間午後9時19分）、ワシントンが川内に40cm砲9門一斉射撃を三斉射、サウスダコタが敷波、浦波に斉射を浴びせ、「巡洋艦が転覆した」のを確認した。実際には川内と駆逐艦に命中した40cm砲は1発もなかった。両艦は煙幕を展開すると撤退するように見せかけ、第64任務部隊と並走して魚雷発射のチャンスを狙った。近藤艦隊本隊では午後9時30分頃から砲声を確認し、乗組員に戦闘配置を命じた。
すると午後9時30分ごろ、駆逐艦綾波、軽巡長良、駆逐艦五月雨、電がサボ島西岸をまわって出現し、米艦隊に向け右砲戦・雷撃を開始、五月雨は魚雷8本を発射した。米戦艦2隻は日本軍小型艦艇の砲撃をサボ島に設置された日本軍砲台の攻撃と誤認し、サボ島に副砲を撃ち込んだ。一方、トーマス・フレイザー司令官が指揮する米駆逐艦部隊4隻（ウォーク、ベンハム、プレストン、グウィン）は日本軍水雷戦隊と交戦。ウォークは左舷に魚雷が命中、沈みはじめた艦から落下した爆雷が爆発して乗組員を殺傷し、23:42分に沈没した。プレストンは砲撃を受けて放棄された。ベンハムは右舷艦首を魚雷命中でもぎ取られ戦闘不能となり、15日夕刻に自沈した。日本軍は綾波が米駆逐艦の砲撃と戦艦ワシントンの副砲射撃により炎上して沈没した。
夜戦の第一段階で、アメリカ軍第64任務部隊は戦艦2隻を護衛する駆逐艦隊を失った。23:33、“艦隊の疫病神”という異名をもつ戦艦サウスダコタに思いもよらぬ事態が発生した。駆逐艦綾波が発射した12.7cm砲弾が艦橋に命中し、人的ミスも重なって電源が落ち、レーダー、射撃管制装置、砲塔発動機、無線が使用不能となったのである。サウスダコタは目隠しをされたまま戦艦ワシントンの後方を進んだ。ワシントンは前方に米駆逐艦の残骸と脱出者が多数浮遊しているを発見し、救命具を放出すると同時に取舵をとった。サウスダコタはワシントンの運動に気付かず、2隻は分離して行動。このためワシントンは意図せずに、日本艦隊との間にサウスダコタと炎上する米駆逐艦の残骸を置くことになった。
その直後、橋本と木村が指揮する日本軍水雷戦隊はサウスダコタを探照灯でとらえたが、サウスダコタと霧島の区別がつかず、砲雷撃を中止した。電源が一部復旧した「サウスダコタ」は日本艦隊に向けて主砲と副砲で応戦を再開したが、搭載航空機が火災を起こして絶好の目標となった。サウスダコタが苦境に立たされる一方で、無傷のワシントンは戦艦霧島をレーダーで発見し、40cm砲を右舷に向けた。しかしサウスダコタと霧島の区別がつかず、リー司令官は射撃中止を命令した。
23:55（日本時間午後9時50分 - 午後10時）、近藤艦隊本隊は探照灯を照射して、約,1000m先を進む「敵は高き前檣楼（）を有し上甲板高く偉大なる新式戦艦」=サウスダコタを発見する。ワシントンはサウスダコタの南方を進んでいたため、日本艦隊に照射されなかった。日本艦隊は高雄-1500m-愛宕-2000m-霧島という単縦陣形で米艦隊とすれ違いながら、右砲戦を開始した。日米双方の主砲・高角砲弾、機銃弾が飛交う中、愛宕は8本、高雄は本数不明、朝雲は4本の魚雷を発射したが、命中しなかった（日本軍は命中と誤認）。それでも砲撃だけでサウスダコタはレーダー機能と通信設備を失い、第三砲塔には霧島の36cm砲弾が命中して作動不能となった。近藤艦隊本隊は午後10時6分に反転し、並走しながらワシントンとサウスダコタを追いかけるような陣形となった。この間、霧島の水上偵察機（村島中尉機）は対空砲火で被弾不時着し、搭乗員はアメリカ軍の捕虜となっている。
僚艦サウスダコタが戦闘不能となる中、ワシントンは霧島の探照灯照射により、レーダー上の大型目標が日本戦艦であると確信した。ただちに射撃命令が出され、距離8,200メートルから40cm砲9門を一斉斉射、霧島に至近弾を与えた。つづいて副砲が照明弾を発射し、日本艦隊は闇夜に浮かびあがった。ワシントンは主砲斉射を続け、第2斉射、第3斉射とも霧島に命中し爆発が発生した。ワシントンはそれを確認すると副砲で愛宕と高雄を砲撃し、愛宕に大損害を与えたと信じた。その愛宕では艦首醤油庫に副砲弾1発が命中したが、戦闘力には何の影響もなかった。
レーダー索敵で戦闘を有利にすすめていたワシントンもミスを犯した。霧島を撃沈したと信じたため、射撃を停止したのである。すると、一息ついた霧島は36cm主砲6門で反撃する。しかし、この砲撃もワシントンに命中することは無く、太平洋戦争初の戦艦対戦艦の勝敗は決した。また日本艦隊は午後10時14分にワシントンに向け酸素魚雷を発射したが、いずれも自爆（日本軍は2本命中と誤認）。ワシントンは32回の爆発音を確認し、米駆逐艦の残骸に命中したものと推測した。この砲雷撃の後、近藤艦隊本隊は北西に変針し、ワシントンとの距離をとろうとした。ふたたびワシントンは北西に進みながら霧島を砲撃した。ワシントンは40cm砲弾75発、副砲40発を発射し、40cm砲弾9発の命中を確認した。そして廃墟となった霧島の四番砲塔だけが発砲していたと観察している。霧島乗組員の回想によれば、煙突周辺で火災発生後、後部副砲火災、舵故障、後部主砲火災発生、機関故障の順番で被害が累加し、前部主砲のみが健在だったという。霧島は右舷に傾き、円を描いて進む事しかできなくなった。この間、大破したサウスダコタはワシントンの後方を通過し、ガダルカナル島の西岸をまわって南西に脱出した。サウスダコタは42発の命中弾を受け、38名が死亡、42名が負傷した。なお、40cm主砲で重巡洋艦1隻を撃沈したと主張している。
00:20、ワシントンは田中輸送船団を撃沈すべく、単艦で北西に進撃した。すると北西へ撤退する近藤艦隊本隊（愛宕、高雄）と並走する位置関係となり、日本時間午後10時22分、愛宕は左舷1万メートルにワシントンを発見した。この時、愛宕はワシントンを新たに出現した戦艦だと判断している。愛宕は煙幕を展開すると、魚雷3本を発射。約15分間砲撃をおこないながらワシントンと並走し、午後10時38分に見失った。この間、双方の砲弾は1発も命中しなかった。00:30、リー司令官も魚雷攻撃を受ける可能性を考慮し、また日本軍輸送部隊がガダルカナル島に上陸する可能性は低いと判断したため、追撃を打ち切って反転を命じた。この時、軽巡洋艦長良、駆逐艦電、初雪、五月雨がワシントンを追跡しており、ワシントンはレーダーが機能していたにもかかわらず、小艦艇群を発見できなかった。午後11時40-45分、日本軍水雷戦隊は魚雷を発射（長良発射数不明、電90式魚雷5本、初雪3本、五月雨5本）。00:40、ワシントンは17本の魚雷が自爆する音を探知。日本艦隊は午後11時54分に命中爆音3を確認した。愛宕は別の爆発音を確認している。アメリカ軍の新鋭戦艦を撃沈したと判断した日本軍水雷戦隊は北方に離脱した。また、田中輸送船団を護衛していた駆逐艦親潮がサボ島西18浬でノースカロライナ型戦艦に対し雷撃を行ったことが記録されている。ワシントンの損害は、艦橋に命中した12.7cm砲弾1発のみだった。
アメリカ軍第64任務部隊が去った戦場では、40cm砲弾多数を被弾した霧島に最後の時がせまった。日付変更直前、霧島は右に5度傾斜し、舵は故障、中央機械室のみ健在で、微速航行のみ可能だった。火災のため前後部火薬庫に注水、さらにバランスをとろうと両舷に注水しているうちに、完全に航行不能となった。軽巡洋艦長良や駆逐艦による曳航を試みたが失敗、最後を悟った艦長は照月、朝雲に横付けするよう命じている。霧島の機関は一部が無事だったが、機関科兵の戦死と、艦尾に命中した魚雷貫通穴（40cm砲被弾孔）により浸水が進んだのである。駆逐艦の横付けと負傷者移乗がすんだ午前1時23-25分、、霧島は戦死者212名と共に沈没した。駆逐艦隊は艦長以下1128名を救助した。

### 輸送船団の座礁

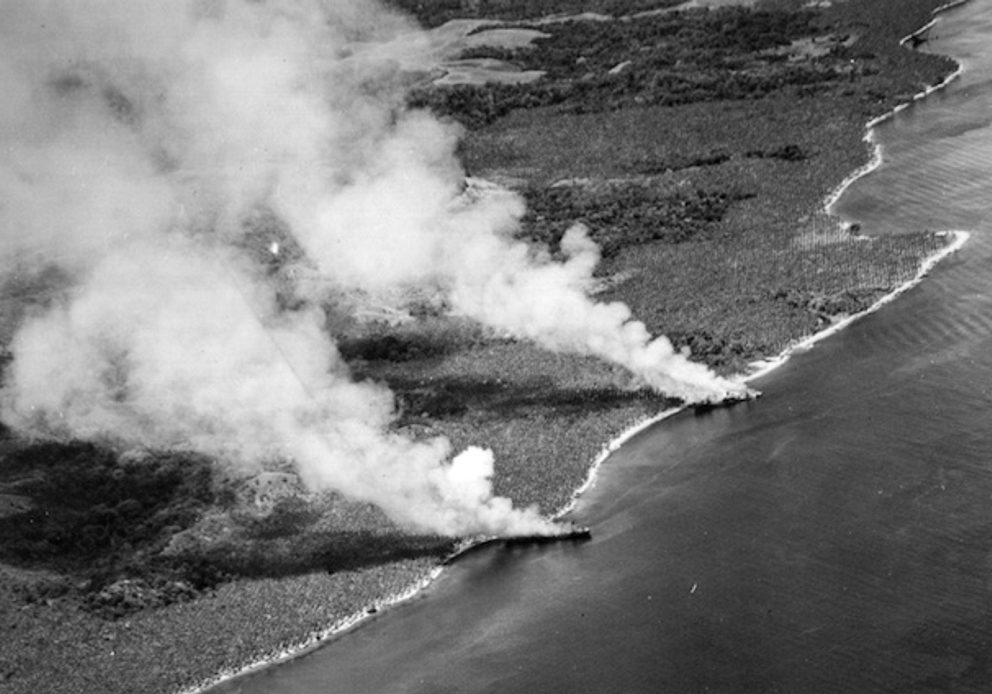
ガダルカナル島沖で撃沈された日本の輸送船

日米双方の艦隊は混戦の末にガダルカナル島とサボ島近海から離脱した。輸送船団を指揮していた田中少将は、混乱した状況に活路を見出し、残存する輸送船4隻を揚陸地点の浅瀬に座礁させるという強硬策に出る。日本海軍は、座礁させた艦長を処罰対象していたが、それをふまえての決断だった。第八艦隊参謀長も、輸送船の座礁には「揚陸効率が落ちる。錨泊（）を行い、状況により擱座（）せよ」と難色を示している。15日午前2時、船団はガダルカナル島タサファロンガの海岸にのりあげた。駆逐艦9隻は、救助した陸軍兵を揚陸すると、午前2時30分にガダルカナル島を離れた。夜が明けると、アメリカ軍機による爆撃、陸上部隊からの砲撃により船団は炎上。結局、輸送船団は2000人の将兵、260箱の弾薬、1600袋の米をガダルカナル島に送り届けて壊滅した。

## 結果
アメリカ海軍は大型艦の絶対数が不足する中で、ガダルカナル島の防衛に成功した。日本海軍はこれらの海戦以降、水上戦闘部隊と輸送船団によるガダルカナル島への増援と補給を諦め、高速の駆逐艦や潜水艦を用いた鼠輸送に専念するようになった。チェスター・ニミッツ大将は「ガダルカナルの奪還、およびそれに関連する重要な海戦に成功するか失敗するかは、勝利への道の分岐点である」と述べた。アメリカの軍史家のイヴァン・ミュージカントは第三次ソロモン海戦を「ミッドウェイ海戦、エル・アラメインの戦い、スターリングラード攻防戦」と同じく第二次世界大戦の転換点であると位置づけている。
ワシントンとサウスダコタの間には些細なトラブルが発生した。ダンビア湾で修理中、「ワシントンはサウスダコタを見殺しにして逃げた」という噂が広まり、両艦乗組員は留置場が一杯になるほどのけんかを繰り広げた。サウスダコタのトーマス・L・ギャッチ艦長はアメリカ本国に戻ると“サンデー・イブニング・ポスト”の取材に「戦艦X（サウスダコタ）が霧島を撃沈し、ワシントンは逃げた」と宣伝したので、両艦乗組員の間に太平洋戦争終結後も禍根を残した。
第三十八師団の上陸がガダルカナル島アメリカ軍基地航空戦力によって大打撃を受け、ガダルカナル島航空基地を占領しそこなったことは、第2師団の失敗とあいまって同島を「餓島」化した（同島アメリカ軍陸上航空兵力によって日本側の補給船が撃沈された）。宇垣参謀長は12日早朝、アメリカ軍がルンガ沖に停泊すると判断して、挺身艦隊と米艦隊が交戦することを懸念した。宇垣が作戦の修正を求めると黒島は「アメリカ軍は何時ものように夜になると逃げる。さらに我軍には戦艦2隻がいるから楽に勝てる」と楽観論で答え、宇垣もそれ以上意見を述べなかった。このため、海戦終了後、宇垣は懸念を強く主張しなかったことを後悔している。
日本軍はアメリカ軍新鋭戦艦に打撃を与える機会を、酸素魚雷の自爆（早爆）によって逃した。愛宕は魚雷19本を発射、1本も命中していない（高雄発射本数不明）。水雷戦隊は戦場を離脱しようとするワシントンに合計20本にせまる魚雷を発射したが、やはり1本も命中しなかった。日本軍も酸素魚雷の自爆に気付き、直ちに詳細調査の必要があるとしている。なお、酸素魚雷の自爆問題は1942年3月のスラバヤ沖海戦でも発生している。
同海戦において魚雷命中率の低さは勝敗に直結しなかったが、7か月後の第三次ソロモン海戦では、海戦の結末に大きな影響を与えることになった。ただし、日本軍は戦果をかなり過大に見積もっている。連合艦隊は、11月12日第1夜戦で「重巡洋艦5隻、防空巡洋艦2隻、駆逐艦3隻轟沈、重巡洋艦2隻、駆逐艦10隻大破」と発表。11月14-15日第2夜戦ではノースカロライナ型戦艦に魚雷命中2本（さらに爆発音3）、アイダホ型戦艦に魚雷命中3本（さらに親潮が1本命中）、離脱中の戦艦と思われる大型艦の轟沈を第四水雷戦隊が目撃、合計「戦艦2隻撃沈、戦艦1隻大破、重巡洋艦2隻撃沈、駆逐艦2隻撃沈、重巡洋艦1隻大破、駆逐艦1隻大破」と発表している。もっとも、宇垣は米戦艦2隻がガダルカナル島を離れつつあるという偵察報告を受けて「米戦艦2隻、大巡2隻、駆逐艦8隻が進入し、同一戦艦2隻を逸したり」と述べている。
また、第一次ソロモン海戦での夜戦での探照灯による照射砲撃が持つ危険性（照射艦が敵艦隊から集中砲撃を浴びる）というものが戦訓として考慮されなかった。
大本営は「新型戦艦3隻、大型巡洋艦2隻、乙巡1隻、駆逐艦1隻撃沈、巡洋艦2隻、駆逐艦3隻、輸送船3隻大破炎上、わが方は戦艦1隻大破、駆逐艦2隻沈没」と報道したが、11月18日午後3時の版では『巡洋艦8隻、駆逐艦4-5隻、輸送船1隻撃沈、巡洋艦3隻、駆逐艦3-4隻、輸送船3隻大破、戦艦2隻中破、わが方の損害戦艦1隻沈没、戦艦1隻大破、巡洋艦1隻沈没、駆逐艦3隻沈没、輸送船7隻大破、本海戦を第三次ソロモン海戦と呼称す』とトーンダウンしている
本作戦について事前に軍令部総長永野修身大将から上奏を受けた昭和天皇は「日露戦争に於いても旅順の攻撃に際し初瀬・八島の例あり、注意を要す」と、一作戦に対しては異例ともいうべき警告を発している。日露戦争時、旅順港閉塞作戦が長引き、作戦がマンネリ化する中で、両戦艦がロシア海軍によって待ち伏せとして敷設された機雷に触雷、沈没し、6隻の主力艦中、一瞬にして2隻を喪失した戦訓を天皇はよく承知していたのである。しかしこの言葉が現地に届いたのは作戦開始後のことであり、そして天皇の危惧は的中することになってしまった。

## 損害

### 日本軍
沈没喪失
- 第一夜戦
  - 戦艦：比叡（11月13日午後、自沈処分）
  - 駆逐艦：暁、夕立（五月雨による自沈処分。戦死26、負傷40）[289]
- 飛行場砲撃時
  - 重巡洋艦：衣笠
- 第二夜戦
  - 戦艦：霧島
  - 駆逐艦：綾波

小破
- 第一夜戦
  - 駆逐艦：天津風、村雨、雷
- 第二夜戦
  - 重巡洋艦：愛宕、高雄

### アメリカ軍
沈没喪失
- 第一夜戦
  - 軽巡洋艦：アトランタ(11月13日午後、自沈処分）、ジュノー（撤退中、伊26潜の雷撃により沈没）
  - 駆逐艦：カッシング、ラフィー、バートン、モンセン
- 第二夜戦
  - 駆逐艦：ウォーク、プレストン、ベンハム（応急修理後避退中に破口が開き沈没）

大破
- 第一夜戦
  - 重巡洋艦：サンフランシスコ、ポートランド
  - 駆逐艦：アーロン・ワード

中破
- 第一夜戦
  - 駆逐艦：ステレット
- 第二夜戦
  - 戦艦：サウスダコタ
  - 駆逐艦：グウィン

小破
- 第一夜戦
  - 軽巡洋艦：ヘレナ
  - 駆逐艦：オバノン